# ماکار یکمالیان
ماکار یکمالیان (ارمنی: Մակար Եկմալյան؛ ۲ فوریه ۱۸۵۶ – ۱۹ مارس ۱۹۰۵) یک رهبر ارکستر، و آهنگساز اهل ارمنستان بود.

## زندگی‌نامه
یکمالیان در مدرسه علوم دینی واغارشاپات و سپس در سن پترزبورگ به همراه نیکولای ریمسکی-کورساکف تحصیل نمود. وی سپس در تفلیس موسیقی تدریس می‌کرد جایی که وی در سال ۱۹۰۵ درگذشت
مهم‌ترین قطعه هنری وی پاتاراک (ارمنی: Պատարագ) نام دارد که یک مناجات‌نامه الهی کلیسای حواری ارمنی است و در سال ۱۸۹۲ در چندین تنظیم تصنیف شده‌است. «پاتاراک» برای نخستین بار در سال ۱۸۹۶ در لایپزیگ منتشر شد.

## کتابشناسی
- Nikoghos Tahmizian, Makar Yekmalian - Life and Work (in Armenian), 1981, Sovetakan Grogh Publishing, Yerevan, Armenia.